# Paul Neergaard
Pour les articles homonymes, voir Neergaard.
Paul Neergaard, en espéranto Paŭlo Neergardo (nom complet Pierre Paul Ferdinand Mourier de Neergaard) est un agronome danois, né le 19 février 1907 à Nyborg et mort le 13 novembre 1987 à Copenhague. Il fut vice-président de l'Académie d'espéranto.

## Vie professionnelle
Neergaard travaille comme phytopathologiste de 1935 à sa mort. En 1966, il fonde à Copenhague l’institut de pathologie des semences pour les pays en voie de développement, qu'il dirigera par la suite. Il enseigne sa spécialité (pour laquelle il est reconnu comme un des principaux fondateurs ) à l'université de Beyrouth au Liban et à Mysore en Inde. Il est membre de plusieurs académies et sociétés scientifiques.

## Action dans le mouvement espérantiste
Il apprend l'espéranto en 1924. Il participe au 17e congrès mondial d'espéranto de 1925  à Genève. Il s'attache alors à la cause  de l'espéranto jusqu'à la fin de sa vie. En 1939, il est l'un des organisateurs du congrès de SAT à Copenhague. Il participe activement à l'Académie internationale des sciences de Saint-Marin. Il est vice-président de l'Académie d'espéranto de 1963 à 1987. Il collabore à la Plena Ilustrita Vortaro de Esperanto (PIV) dans les domaines de la botanique et de l'agriculture. Il est rédacteur de la revue Esperantologio.

## Publications
Son encyclopédie en deux volumes Seed Pathology (1977) est une référence dans le domaine des champignons et autres pathogènes transmis par les semences .
En 1946, il répertorie le vocabulaire espéranto dans le domaine de la phytopathologie et de la mycologie dans Fitopatologia kaj mikologia terminaro.
Il a travaillé sur les champignons du blé, notamment Ustilago tritici ou Phaeosphaeria nodorum.
En 1954, son livre Atakoj kontraŭ ĝardenplantoj : kaj kiel prilukti ilin explique comment se défendre contre les ennemis des cultures dans les jardins.
En 1957, il publie un ouvrage de vulgarisation sur la botanique La Vivo de la Plantoj, qui sera également traduit en danois et en suédois.
En 1987, il rédige l'essai 100 jaroj de Esperanto en la servo de naturaj sciencoj (100 ans d'espéranto au service des sciences naturelles).